# Bryolymnia strabonis
Bryolymnia strabonis là một loài bướm đêm trong họ Noctuidae.